# Eddy Ghilain
Eddy Ghilain (8 de marzo de 1902 – 16 de julio de 1974) fue un dramaturgo, guionista, novelista y actor de nacionalidad francesa.

## Biografía
Su verdadero nombre era Elie Auguste Camille Texereau, y nació en París, Francia. Autor de piezas radiofónicas dentro de la serie Faits divers entre 1949 y 1953, escribió numerosas piezas teatrales, representadas la mayor parte de las mismas en la sala Grand-Guignol desde 1957 a 1962. Por necesidades de esas piezas, él también fue actor, director y decorador.
En 1965 publicó su primera novela, Silence, clinique !. La obra fue adaptada al cine con el título Baraka sur X 13, y fue dirigida por Maurice Cloche y Silvio Siano.
En 1966 se editó L'Homme au chien, novela que obtuvo una gran acogida de la crítica.
Eddy Ghilain falleció en París, Francia, en el año 1974.

## Obra literaria

### Novelas
- 1935 : Silence, clinique !, colección Agent secret n° 23, Éditions Robert Laffont
- 1966 : L'Homme au chien, Série noire n° 1094

### Teatro
- 1940 : Le Fauve, Théâtre du Gymnase Marie-Bell
- 1946 : Valérie, Théâtre de Paris
- 1947 : Messieurs, Mon mari, Théâtre de Paris
- 1957 : L'Espionne, Grand-Guignol
- 1957 : La Loterie de la mort, Grand-Guignol
- 1957 : La Violeuse, Grand-Guignol
- 1957 : Le Saut de la mort, Grand-Guignol
- 1958 : La Torpille humaine, Grand-Guignol
- 1958 : L'École du strip-tease, Grand-Guignol
- 1959 : La Ceinture de chasteté, Grand-Guignol
- 1959 : La Rage au ventre, Grand-Guignol
- 1960 : La Mort qui tue, Grand-Guignol
- 1960 : La PP atomique ou la vedette nue, Grand-Guignol
- 1960 : Faites-moi un enfant, Grand-Guignol
- 1960 : Le Cercueil flottant, Grand-Guignol
- 1960 : Hara-Kiri, Grand-Guignol
- 1960 : Les Coupeurs de tête, Grand-Guignol
- 1960 : Championnat d'amour, Grand-Guignol
- 1961 : Les Blousons sanglants, Grand-Guignol

### Opereta
- 1942 : Valses de France, Teatro del Châtelet

## Filmografía
- 1946 : Christine se marie, de René Le Hénaff
- 1951 : Le Plus Joli Péché du monde, de Gilles Grangier
- 1956 : Alerte aux Canaries, de André Roy
- 1966 : Baraka sur X 13, de Maurice Cloche y Silvio Siano